# Isle of Wight
Isle of Wight er en engelsk ø og et selvstændigt grevskab, beliggende i den Engelske Kanal, fem kilometer fra Storbritanniens sydkyst. Øen ligger syd for grevskabet Hampshire og adskilles fra fastlandet England af et havområde, der kaldes Solent. Øen har været populær siden den victorianske tid som et feriested og er kendt for sin naturlige skønhed og for sin verdensberømte sejlads med basis i Cowes.
Øen har en rig historie, herunder sin egen korte status som et officielt uafhængigt kongerige i det 15. århundrede. Den var hjemstedet for digteren Alfred Lord Tennyson, og dronning Victoria lod sin sommerbolig og senere hjem, Osborne House, bygge i East Cowes. Øens maritime og industrielle historie omfatter fremstilling af både, fremstilling af sejl, produktion af fly, der kan lande på havet, verdens første luftpudefartøj og test og udvikling af britiske rumraketter. Øen er hjemsted for Isle of Wight International Jazz Festival, Bestival og den for nylig genoplivede Isle of Wight Festival, som i 1970 var en af de største rockmusikbegivenheder nogensinde. Øen har et usædvanligt dyreliv og er også en af de bedste fundsteder for dinosaurfossiler i Europa. 
Øen har tidligere været en del af Hampshire, men blev i 1890 et uafhængigt, administrativt grevskab (selvom øen stadig delte Lord Lieutenant med Hampshire). I 1974 fik grevskabet status som ceremonielt grevskab med egen Lord Lieutenant, og øen blev herefter et selvstændigt postdistrikt. Øen er det mindste ceremonielle grevskab i England. Med et enkelt parlamentsmedlem og 132.731 fastboende indbyggere, ifølge en folketælling fra 2001, er den også den mest befolkede parlamentariske valgkreds i Storbritannien.

## Historie

### Tidlig historie
Isle of Wight er første gang nævnt på skrift i Geography af Claudius Ptolemæus, som benævnte øen Vectis (eller Ictus). Mod slutningen af det romerske imperium blev øen Vectis invaderet af jyske stammer, som dannede et kongerige, regeret af kong Stuf og hans efterfølgere indtil 661, da øen blev invaderet af Wulfhere af Mercia, som tvang befolkningen til at konvertere til kristendommen. Da han drog tilbage til Mercia, vendte beboerne på øen tilbage til hedenskab. 
I 685 blev øen invaderet af Caedwalla af Wessex og kan have været anset for at være blevet en del af Wessex. Efter at de vestsaksiske konger overtog hele England, blev øen en del af heraf. Øen blev en del af grevskabet Hampshire og blev derefter delt ind i herreder. I 686 blev øen det sidste område af England, der konverterede til kristendommen. 
Øen led særligt under vikingerne. Alfred den Stores flåde besejrede danskerne i 871, efter at de havde "hærget Devon og Isle of Wight".

### Middelalderen
Den normanniske erobring af England skabte embedet Lord af Isle of Wight. Carisbrooke Priory og fæstningen Carisbrooke Castle blev grundlagt. Øen kom ikke under fuld kontrol af den engelske krone, før den blev solgt i 1293 af den sidste døende normanniske Lord, Lady Isabella de Fortibus, til Edward 1.
Herredømmet blev herefter bestemt af kongehuset med en kort afbrydelse, da Henry de Beauchamp, 1. hertug af Warwick, i 1444 blev kronet som konge af Isle of Wight. Henrik 6. assisterede personligt i ceremonien ved at placere kronen på Henry de Beauchamps hoved. Dog ophørte den kongelige titel, da der ingen mandlige arvinger var, da Henry de Beauchamp døde. 
Henrik 8., som udviklede den kongelige flåde og dets permanente base i Portsmouth, sørgede for en befæstning af øen i Yarmouth, Cowes, East Cowes og Sandown. Meget senere, efter den spanske armada i 1588, var truslen fra spanske angreb stadig lige stor, og de ydre fæstningsværk på Carisbrooke Castle blev bygget mellem 1597 og 1602.

### Borgerkrig
Under den engelske borgerkrig flygtede Karl 1. af England til Isle of Wight, hvor han troede, at han ville få sympati fra guvernøren Robert Hammond. Dette var dog ikke tilfældet, og Hammond fængslede kongen og indespærrede ham i Carisbrooke Castle.

### Dronning Victoria
Dronning Victoria gjorde Osborne House på Isle of Wight til sin sommerbolig gennem mange år og som et resultat af dette, blev øen et vigtigt feriested for moderne victorianere, inklusiv Alfred Lord Tennyson, Julia Margaret Cameron, Charles Dickens og medlemmer af den europæiske kongefamilie.
Under hendes regeringstid blev verdens første radiostation sat op i 1897 af Marconi på The Needles Battery i den vestlige ende af øen.

### Nyere historie
Under 2. verdenskrig blev øen hyppigt bombet. På grund af dets nærhed til Frankrig havde øen også et antal observationsstationer og sendeapparater og var udgangspunktet for en af de tidlige operation Pluto-forsyningslinjer, der forsynede den normanniske landgang med brændstof. 
The Needles Battery blev brugt som et sted for at teste og udvikle Black Arrow- og Black Knight-rumraketter, der senere blev affyret fra Woomera, Australien.
Isle of Wight Festivalen var en stor rockfestival, der fandt sted tæt ved Afton Down, West Wight, i 1970, og som efterfulgte to mindre koncerter i 1968 og 1969. Festivalen i 1970 var speciel ved at være en af de sidste offentlige optrædener af Jimi Hendrix samt for antallet af tilstedeværende, der nåede 600.000. Festivalen blev genoplivet i 2002 og er nu en årlig begivenhed.

## Natur
Isle of Wight har omtrent form som en diamant og har et areal på 380 km². Lidt mere end halvdelen af øen, hovedsageligt i den vestlige del af øen, er udpeget som Isle of Wight Area of Outstanding Natural Beauty. 

## Geografi og dyreliv
Øen har 258 km² landbrugsland, 52 km² udviklede arealer og 92 km kystlinje. Landskabet på øen er usædvanligt varieret, hvilket også fører til dets ofte anførte beskrivelse som "England i miniature". West Wight er domineret af landbrug, med dramatiske kystlinjer, domineret af bakkelandskab med højdedrag på kridtbund, der løber igennem hele øen og ender i The Needles, som er det mest fotograferede udsigtspunkt på Isle of Wight. Det højeste punkt på øen er St. Boniface Down på 241 m (som også bliver kaldt Marilyn). 
Resten af øens landskab er også meget varieret, hvor nogle af de mest bemærkelsesværdige habitater er de blide klipper og klipperev, som er både naturskønne og vigtige for dyrelivet, og som er internationalt beskyttet. Floden Medina flyder mod nord og munder ud i Solent, mens den anden hovedflod Øst-Yar i store træk flyder mod nordøst og udmunder i havnen i Bembridge i den østlige ende af øen. Der er desuden en flod i den vestlige ende af øen, Vest-Yar, der flyder den korte distance fra Freshwater-bugt til en relativt stor flodmunding i Yarmouth. 
Den sydlige kyst grænser op til den Engelske Kanal. Uden menneskets indgriben havde øen højst sandsynligt været delt i tre, med søen der bryder gennem i den vestlige ende af øen, hvor en stenbanke deler Freshwater-bugt fra det sumpede stillestående vand fra Vest-Yar, øst for Freshwater, og i den østlige ende af øen, hvor en tynd strimmel af land deler Sandown-bugt fra det sumpede vandområde fra Øst-Yar, øst for Sandown. Yarmouth selv var egentlig en ø med vand på alle sider og kun forbundet med resten af øen ved ofte gennembrudt landtange direkte øst for byen. 
Øen er et af de eneste steder i England, hvor det røde egern trives med en stabil bestand (et andet sted er Brownsea Island). I modsætningen til resten af England finder man ingen grå egern på øen, og der er heller ingen vilde hjorte, men i stedet kan man finde sjældne og beskyttede arter, som for eksempel hasselmusen og mange sjældne flagermus. Sommerfuglen okkergul pletvinges udbredelse i Storbritannien er stort set begrænset til udkanten af de porøse klipper på Isle of Wight. 
En konkurrence i 2002 gjorde orkideen horndrager (Anacamptis pyramidalis) til Isle of Wights regionale blomst.
Øen er kendt for at være et af de vigtigste områder i Europa for fundsteder af dinosaurfossiler. De eroderende klipper afslører ofte ellers skjulte dele, særligt i området Back of the Wight.

### Klima
Da Isle of Wight er et af de sydligste punkter i Storbritannien, har øen et varmere klima end resten af landet, hvilket har stor betydning for strømmen af turister, særligt langs den sydlige del af øen. Der er også en længere sæson for dyrkning af jorden, end der er andre steder i Storbritannien.

## Geologi
Isle of Wight er skabt af en bred mangfoldighed af forskellige bjergarter, som kan dateres tilbage til mellem den tidlige kridttid (omkring 127 millioner år siden) og midten af palæogentiden (omkring 30 millioner år siden). Alle de klipper, der kan findes på øen, er sedimentbjergarter, der er skabt af mineralrige korn fra tidligere eksisterende klipper. Disse har alle sikret den form, som klipperne, der kan ses på øen i dag, har, for eksempel kalksten, lersten og sandsten. Klipperne på øen er meget rige på fossiler, og mange af disse bliver afsløret på strandene, efterhånden som klippeskrænterne mod havet eroderer. 
Klipperne af kridt, der normalt er røde, viser at klimaet tidligere var varmt og tørt. Dette medførte passende levevilkår for dinosaurer. Dinosaurknogler og -fodspor kan ses rundt omkring på øen, langs med strandene, særligt ved Yaverland og Compton Bugt.
Langs den nordlige kyst af øen er der en rig kilde af fossiler af skaldyr, krokodiller, skildpadder og knogler fra pattedyr. De yngste af disse kan dateres tilbage til for omkring 30 millioner år siden. 
Øen er hovedsageligt skabt af tertiært ler, dog i den nordlige del af øen er der kalksten, åbent land og kridt.

## Politik
Isle of Wight er et ceremonielt grevskab. Da det ikke har nogle amtsråd (kun Rådet for Amtet) fungerer øen som et unitart grevskab, dog ikke officielt. Det er derfor unikt i England – alle andre unitare områder udgøres af en enkelt kommune, uden et amtsråd, mens Isle of Wight er det modsatte. Det har også et enkelt medlem af Parlamentet og er langt den mest befolkede valgkreds i Storbritannien (mere end 50 % over gennemsnittet af engelske valgkredse). 
Som en valgkreds til House of Commons er øen traditionelt en slagmark mellem det Konservative Parti og Liberaldemokraterne. Det nuværende medlem af Parlamentet, Andrew Turner, er konservativ og hans forgænger dr. Peter Brand var liberal demokrat.
Valget til Isle of Wight-rådet i 2013 betød et nederlag til det konservative parti, som dermed måtte afgive magten, som de havde haft siden 2005, til Island Independents, der har 20 ud af rådets 40 pladser. 
Der findes desuden to mindre regionale bevægelser, Vectis Nationalparti og Isle of Wight-partiet, men disse kun opnået få stemmer ved valgene.

## Demografi
Fra folketællingen i 2001 var øens befolkning på 132.731. Dette var en stigning på 5,4 %, siden den forrige folketælling i 1991, og en højere stigning end den gennemsnitlige ændring i Storbritannien på 2,6 %. Den gennemsnitlige alder på beboerne på øen er på 43,19 år. Dette er højere end det nationale gennemsnit på 38,65 år. 
Da der ikke er noget universitet på øen, får det de unge mennesker til at forlade øen, når de skal videreuddannes. Isle of Wight bliver også set som et attraktivt sted at trække sig tilbage til, hvilket skyldes, at øen opfattes som værende mere fredelig end resten af Storbritannien. Dette giver en højere andel af ældre mennesker. 
Den mest udbredte religion på øen er kristendommen med 73,72 %, men dette spørgsmål i folketællingen var valgfrit og 7,89 % ønskede ikke at oplyse en religion. 

## Hovedbyer
- Newport er en større by på Isle of Wight, der administrativt udgør et amt, og den ligger midt på øen. Den er også hovedområdet for shopping på øen. Byens placering tæt på floden Medina gjorde, at den engang var en travl havn indtil midten af det 19. århundrede.
- Ryde, øens største by, med en befolkning på omkring 30.000, ligger i den nordøstlige del af øen. Det er en victoriansk by, hvis mole og strand hvert år tiltrækker mange turister.
- Cowes er centrum for den årlige Cowes Week og er et internationalt sejlbådscenter.
- East Cowes er kendt for Osborne House, Norris Castle og var i perioden 1929-1964 hjemsted for Saunders-Roe, det historiske fly-, flyvebåds- og raketselskab.
- Sandown er et andet badested, der tiltrækker mange turister hvert år. Det er også hjemsted for Isle of Wight Zoo og Dinosaur Isle geologiske museum samt en 18-hullers golfbane.
- Shanklin, lige syd for Sandown, tiltrækker ligeledes turister med sine sandstrande. Dets hovedattraktion er Shanklin Chine og den gamle bydel.
- Ventnor er bygget på den stejle bjergskråning ved St. Boniface Down på den sydlige kyst af øen og fører ned til en naturskøn bugt, som tiltrækker mange turister. Ventnor Havn er bygget omkring en victoriansk-inspireret musiktribune.

Udover byerne har øen flere mindre landsbyer. Nogle af disse tiltrækker også mange turister, for eksempel Godshill.

## Kultur

### Sprog og dialekt
Den karakteristiske Isle of Wight-accent er i nogen grad en mere markant version af den traditionelle Hampshire-dialekt, kendetegnet ved at udelade nogle konsonanter og med vægt på de lange vokaler. Dette falder i tråd med andre dialekter, som kan høres i det sydvestlige England, men med mindre afstand i lyd fra det engelske i sydøst. I lighed med mange andre engelske regionale dialekter og accenter høres den markante Isle of Wight-accent ikke hørt så ofte længere, og som de talende bliver ældre, bliver denne udvikling højst sandsynligt ved med at fortsætte. 
Øen har også sine egne lokale og regionale ord. Nogle ord, inklusiv grockle (besøgende) og nipper/nips (en yngre person af hankøn), er stadig almindeligt brugt og deles med naboområder. Nogle få er unikke for øen, for eksempel overner (en fastlandsbeboer, der har slået sig ned på øen) og caulkhead (dem, der er født på øen, eller for nøjagtighedens skyld, dem der er født på øen ud af en for lang tid siden etableret slægt på øen). Andre ord er mere utydelige og bliver nu hovedsageligt brugt til et komisk eftertryk, som for eksempel mallishag (larve) og nammit ("noon-meat"" – mad). Andre ord er gurt (stor eller fremragende) og gallybagger (fugleskræmsel).

### Sport
Cowes er et verdenskendt center for sejlads og har været vært for mange kapsejladser. Cowes Week er det længste regelmæssige kapsejlads med over 1.000 lystyachts og 8.500 deltagere, der kæmper i over 50 klasser. I 1851 fandt det første America's Cup sted, rundt om øen. Andre betydelige sejlarrangementer, der bliver holdt i Cowes, er Fastnet Race, Round the Island Race, Admiral's Cup og Commodore's Cup.
Isle of Wight maratonløb er Storbritanniens ældste eksisterende maratonløb, der er blevet afholdt hvert år siden 1957. Løbet starter i Ryde, passerer gennem Newport, Shanklin og Sandown, før det ender tilbage i Ryde. Det er et løb i bakket terræn med en samlet stigning på 1.043 fod.
Øen er også hjemsted for Isle of Wight Islanders Speedway-hold, som konkurrerer i sportens anden division, Premier League. Klubben blev dannet i 1996 og havde et publikum på 1.740 til den første løbsaften. Øen er hjemsted for Wightlink Raiders, et ishockeyhold med base i Ryde Arena. Det konkurrerer i den engelske Premier League, den næsthøjeste række i landet. Der findes ligeledes et ENL-hold, Vectis Warriors, der også har base i Ryde Arena. 
Isle of Wight Hockeyklub har to herre- og to dameseniorhold samt et juniorhold, som deltager i forskellige Hampshire-rækker. 
Det nu opløste Ryde Sports F.C. blev grundlagt i 1888 og var en af de otte grundlæggere af Hampshire League i 1896. Der er mange andre klubber, der ikke spiller i ligaen, som for eksempel Newport (IW) F.C. Der er en Isle of Wight Saturday Football League med tre rækker, en rugby union-klub samt andre forskellige sportshold. Strandfodbold er særlig udbredt på øen og har flere af nationens højest rangerede klubber, og næsten alle spillere på det engelske strandfodboldhold kommer fra Isle of Wight. 
Isle of Wight er fast deltager i Island Games, som afholdes hver andet år for øer fra forskellige stater (samt Gibraltar). Isle of Wight var vært for Island Games i 1993 og i 2011. To områder i det danske rigsfællesskab, Færøerne og Grønland, deltager i Island Games.

### Musik
Isle of Wight er hjemsted for bandet The Bees, der ofte optræder til mindre koncerter på øen. Isle of Wight er desuden hjemsted for Isle of Wight International Jazz Festival, Isle of Wight Festival og Bestival.

## Økonomi

### Industri og landbrug
Den største økonomiske branche på Isle of Wight er turisme, men øen har en stærk landbrugsarv, der inkluderer får og mejerilandbrug samt agerdyrkning. Traditionelle landbrugsvarer er svære at eksportere fra øen på grund af transportomkostningerne, men øboernes landmænd har med held udnyttet nogle specielle markeder. Den høje pris på disse produkter overvinder dermed transportomkostningerne. En af de mest succesrige landbrugssektorer for øjeblikket er at dyrke afgrøder under overdækning, særligt salat, tomater og agurker. Isle of Wight har en længere sæson for agerdyrkning end det meste af Storbritannien, og dette er til fordel for disse afgrøder. Hvidløg er blevet dyrket i Newchurch i mange år og bliver endda eksporteret til Frankrig. Dette har ført til oprettelsen af den årlige Garlic Festival i Newchurch, som er en af de største begivenheder i øens årlige kalender. Det gunstige klima har ført til succes med vingårde, inklusiv en af de ældste på de britiske øer, i Adgestone nær Sandown. Lavendel bliver også dyrket for olien. Den største sektor af landbrug har været mælkeprodukter, men på grund af lave mælkepriser og en streng lovgivning området i Storbritannien har mejeriindustrien været faldende. Der var omkring 150 mejerier af forskellige størrelser i midten af 1980'erne, men dette tal er nu faldet til 24.
Produktionen af sejldug, både og andet, der står i forbindelse med den maritime industri, har længe været forbundet med øen, selvom dette dog er reduceret de seneste år. Cowes er stadig hjemsted for en række forskellige mindre marine-relaterede virksomheder, som bådebyggere. 
Selvom de har reduceret omfanget af fabrikker og arbejdskraft, iberegnet salget af deres hovedgrund, driver GKN hvad der engang var et datterselskab af British Hovercraft Corporation, og senere, da fokus på industrien forandrede sig, kendt som Westland Aircraft. Før det blev opkøbt af Westland, var det en uafhængig virksomhed, kendt som Saunders-Roe. Det er stadig en af de mest betydningsfulde historiske virksomheder, der har produceret mange af de fly, der kan lande på havet, samt verdens første luftpudefartøj. 
Øens store industriaktivitet i dag er af kompositmaterialer, der bliver brugt af bådebyggere og vindturbineproducenten Vestas, som har en vingefabrik til deres vindturbiner og efterprøvningsfaciliteter i Newport og East Cowes.
Bembridge Airfield er hjemmet for Britten-Norman, producenterne af de verdenskendte Islander- og Trislander-fly. Norman Aeroplane Company er en mindre producent af flyvemaskiner, der holder til i Sandown. Der har været tre andre producenter af flyvemaskiner, som byggede flyvemaskinerne på øen. 
I 2005 begyndte Northern Petroleum at bore for at undersøge, om der var olie, med dets Sandhills-2 borehuller i Porchfield, men stoppede processen i oktober samme år, da der ikke blev fundet olie af betydning. 

#### Bryggerier
Der er tre bryggerier på øen. Goddards Bryggeri i Ryde åbnede i 1993. David Yates, som var hovedbrygger på Burts og Island Bryggeri, startede med at brygge for Yates Bryggeri i kroen i St. Lawrence i 2000. Ventnor Bryggeri, under en ny ledelse, er den seneste inkarnation af Burt's Bryggeri, som har brygget på øen siden 1840'erne i Ventnor. Indtil 1960'erne var de fleste værtshuse ejet af Mews Bryggeri, beliggende i Newport, nær den gamle jernbanestation, men Mews lukkede, og værtshusene blev overtaget af Strongs og senere af Whitbread. Efter alt at dømme var Mews øl tilbøjelig til at være temmelig uklar og mørk. De banede vejen for brugen af kander i det 19. århundrede til eksport til Britisk Indien. Det gamle bryggeri var forladt i mange år, og blev senere alvorligt beskadiget i en stor ildebrand.

### Service

#### Turisme og kulturel arv
Øens kulturarv har gennem mange år holdt øens økonomi kørende. Ferier, der har fokus på naturen, inklusiv både dyreliv og geologi, er blevet et voksende alternativ til den traditionelle ferie med badesteder. Denne er gået tilbage på det britiske indenrigsmarked, som følge af den forøgede økonomiske mulighed for rejser med fly og alternative destinationer. 
Turisme er stadig den største branche på øen. I 1999 skulle de 130.000 øboere være værter for 2,7 millioner besøgende. Ud af disse overnattede 1,5 millioner, mens 1,2 millioner besøg var dagsbesøg. Kun 150.000 af de besøgende var ikke-britiske besøgende. Mellem 1993 og 2000 steg antallet af besøgende med gennemsnitligt 3 % pr. år.
I slutningen af det 19. århundrede havde øen ti forlystelsessteder ved moler, inklusiv to i Ryde og en i Seaview. Victorian Pier i Cowes efterfulgte den tidligere Royal Pier, men blev selv fjernet i 1960. Molerne i Ryde, Seaview, Sandown, Shanklin og Ventnor tjente oprindeligt en kystdampskibstjeneste, der arbejdede fra Southsea på fastlandet. Molerne ved Seaview, Shanklin, Ventnor og Alum Bugt blev alle ødelagt af storme i det sidste århundrede. I dag er det kun molerne ved jernbanen i Ryde, molerne i Sandown, Totland Bugt (for øjeblikket lukket for offentligheden) og Yarmouth, der har overlevet. Blackgang Chine er sandsynligvis den ældste temapark i Storbritannien og en af de ældste i verden.
Ud over mere traditionelle turistforlystelser tiltrækker øen ofte turister på vandre- eller cykelferie i det tiltalende landskab. Næsten hver eneste by og landsby på øen har hoteller, vandrehjem og campingpladser. Uden for højsommersæsonen er øen stadig en vigtig destination for turistture fra andre steder af Storbritannien. og en årlig vandrefestival har tiltrukket betydelig interesse. 
Et stort bidrag til den lokale økonomi kommer fra sejl- og marinerelateret turisme.

#### Transport
Isle of Wight har samlet 787 km veje. De større veje løber gennem hovedbyerne på øen med mindre veje, der forbinder landsbyerne. Det er et af de få grevskaber i Storbritannien, der ikke har en motorvej, eftersom øens største vej kun har en dobbelt kørebane, der løber fra Coppings Bridge i Newport, mod det nordlige Newport, nær øens hospital og fængsler.
Et omfattende netværk af busser, der bliver drevet af Southern Vectis, forbinder de fleste beboede steder på øen med Newport som det centrale centrum. 
Øens placering 8 km fra fastlandet betyder, at den mest almindelige transportform for længere ture foregår med skib. Bilfærger og passagerforbindelser bliver drevet af Wightlink og Red Funnel, og en rute med luftpudefartøjer bliver drevet af Hovertravel. Imidlertid er der dog også blevet foreslået faste forbindelser. 
Øen havde tidligere et jernbanenet på omkring 90 km, men dette er reduceret til mindste togselskab i Storbritanniens National Rail, Island Line, der som har en strækning på cirka 14 km fra Ryde Pier Head til Shanklin. 
Der er for øjeblikket to flyvepladser til almindelig luftfart, Isle of Wight lufthavn i Sandown og Bembridge lufthavn.

#### Kommunikation
Alle øens telefoncentraler har bredbåndsmuligheder og i tilgift er nogle byområder som Cowes og Newport dækket af kabelforbindelser. Nogle områder, som Arreton, har ingen bredbåndsadgang. 

##### Medier
Isle of Wight har en lokal avis, Isle of Wight County Press. Denne indeholder lokale nyheder og bliver udgivet hver fredag, eller på den sidste arbejdsdag, hvis der ligger en ferie om fredagen. 
Øen havde tidligere en tv-station, først TV12, senere Solent TV, som begyndte at sende i 2002. Virksomheden var dog ikke finansielt bæredygtig, og stationen blev insolvent, der førte til lukning 24. maj 2007. Nu findes iWight.TV, som er en lokal internetnyhedskanal.
Øen har to nationale, kommercielle radio stationer og har adgang til andre nærtliggende lokale stationer med base uden for øen. Siden 1990 har Isle of Wight Radio sendt på mellembølgebåndet og siden 1998 på FM på 107 MHz og senest også på internettet. I 2007 begyndte den ikke-kommercielle Angel Radio at sende på 91,7 FM fra studier i Cowes. 
Aktive lokale websides med dækning af øens nyheder inkluderer Ventnor Blog og Island Pulse.

## Fængsler
Øens geografiske placering, tæt på den tæt befolkede sydlige del af England, førte til, at øen opnåede at få tre fængsler: Albany, Camp Hill og Parkhurst som ligger udenfor Newport, ved hovedvejen til Cowes. Albany og Parkhurst var engang blandt de få kategori A-fængsler i Storbritannien indtil de blev degraderet i 1990'erne. Degraderingen af Parkhurst var fremskyndet på grund af en betydelig fangeflugt: Tre fanger (to mordere og en pengeafpresser) fandt deres vej ud af fængslet den 3. januar 1995 til fire dage i frihed, før de igen blev fanget. Særligt Parkhurst var berygtet for at være en af de skrappeste fængsler på de britiske øer og havde mange berygtede indsatte, inklusiv The Yorkshire Ripper Peter Sutcliffe og Kay-tvillingerne. 
Camp Hill ligger placeret vest for og støder op til Albany og Parkhurst på kanten af Parkhurst-skoven og blev først omdannet til et ungdomsfængsel og senere til et kategori C-fængsel. Grunden blev oprindeligt brugt som en lejr for en hær (både Albany og Parkhurst var kaserner), hvor der er et lille boligområde med landeveje med trærækker og veludstyrede kvarterer til officererne (med varierende pragt efter rang), nu privatejede, til syd og vest.

## Uddannelse
Der er 69 Local Education Authority-vedligeholdte skoler på Isle of Wight og to uafhængige skoler. Da det er et landligt samfund, er mange af disse skoler små med et gennemsnitligt antal elever, der er lavere end i mange byområder. Der er for øjeblikket fem gymnasier. Der er også Isle of Wight College, som er placeret i udkanten af Newport. 
Øen bruger et middle school-system.

## Kendte beboere
Gennem årene har øen haft mange kendte beboere. Mange kom på grund af helbredsårsager, hvor øens kølige hav briser og friske luft var en stor hjælp. For eksempel var både Winston Churchill og Karl Marx besøgende på øen. Kendte beboere inkluderer:
- Robert Hooke, en naturfilosof og polyhistor fra det 17. århundrede, som måske er bedst kendt for hans definition af Hookes lov om spændstighed, men han skabte også ordet "celle" til at beskrive den grundlæggende enhed af liv og ydede værdifulde bidrag indenfor felterne fysik og astronomi.
- Alfred Tennyson, som var digter, kronet med laurbærkrans (Poet laureate) af Dronning Victoria, boede i Freshwater og blev Baron Tennyson af Aldworth i grevskabet Sussex og af Freshwater på Isle of Wight.
- Tennysons ven, Julia Margaret Cameron, en berømt portræt- og kreativ fotograf, der levede nær Tennyson i Dimbola Lodge, som nu er et museum tilegnet hendes arbejde.
- Sir Christpher Cockerell, opfinderen af luftpudefartøjer, levede i East Cowes, mens fartøjet blev udviklet af Saunders-Roe.
- Alan Titchmarsh, en kendt britisk gartner, var High Sheriff af Isle of Wight i 2008/2009.

## Udvalgte steder af interesse
- Alum Bay
- Appuldurcombe House (engelsk arv)
- Blackgang Chine
- Brading Roman Villa (museum – ikke gratis)
- Carisbrooke Castle (engelsk arv og slot), hvor Kong Charles 1. var fængslet
- Dimbola Lodge (museum – ikke gratis), hjemsted for den victorianske fotograf Julia Margaret Cameron
- Dinosaur Isle (museum – ikke gratis)
- Fort Victoria
- Godshill Village og Model Village
- Isle of Wight Steam Railway (jernbane arv)
- Isle of Wight Zoo, Yaverland
- Medina Theatre, hjemsted for øens underholdning inklusiv musik og optrædener
- The Needles (national forvaring), som ligger nær The Old Battery museum og Old Look-out Tower tea-room
- Osborne House (engelsk arv), hvor Dronning Victoria og hendes mand Prins Albert havde deres landsted
- Quarr Abbey (abbedi/priorat/domkirke)
- Robin Hill
- Botanic Gardens, Ventnor
- Yarmouth Castle (engelsk arv og slot), forbundet med Kong Henry VIII

## Betydningsfulde medieforbindelser
- 1980'ernes pop gruppe Level 42 er fra Isle of Wight.
- Den northumbriske munk, Beda, nedskrev i Historia ecclesiastica gentis Anglorum beretningen om kristendommens ankomst på Isle of Wight i år 686, da befolkningen blev myrdet og erstattet af kristne.
- Beatles sangen "When I'm Sixty-Four", skrevet af Paul McCartney, henviser til at leje et feriehus på Isle of Wight.
- Isle of Wight bliver kaldt øen (The Island) i nogle udgaver af Thomas Hardys noveller i hans opdigtede Wessex.
- Isle of Wight er baggrunden for Julian Barnes' novelle England, England.
- Øen optræder i John Wyndhams novelle The Day of the Triffids og Simon Clarks fortsættelse af denne The Night of the Triffids.
- I radioserien Nebulous var Isle of Wight tilfældigvis smuldret bort af professor Nebulous, da han prøvede at flytte øen en smule til venstre den 57 Janril 2069.
- Bob Dylan optog sangene "Like a Rolling Stone", "Quinn the Eskimo (The Mighty Quinn)", "Ministrel Boy" og "She Belongs to Me" til albummet Self Portrait direkte fra Isle of Wight.
- Isle of Wight er omgivelserne i D. H. Lawrences bog The Trespasser, der blev filmet til TV i 1981 på stedet.
- I 1966'er novellen Colossus bliver hele øen valgt til udviklingen af en ny base af supercomputeren Colossus.
- Isle of Wight er baggrunden for Graham Mastertons bog Prey.
- Dele af Frágiles (Fragile: A Ghost Story), en film fra 2005 med Calista Flockhart, blev filmet på øen.
- Karl Marx besøgte Isle of Wight talrige gange, mens han skrev The Communist Manifesto.
- Commodore 64 spillet 'Spirit of the Stones' af John Worsley var beliggende på Isle of Wight.

## Eksterne link

### Generel information
- Isle of Wight Council Arkiveret 2. august 2004 hos  Wayback Machine
- Isle of Wight Festival
- The Isle of Wight Weather Station

### Medier
- Isle of Wight County Press
- Isle of Wight Radio
- VentnorBlog
- Free Wifi Hotspots
- Isle of Wight Classifieds Arkiveret 31. maj 2008 hos  Wayback Machine

### Billeder
- Isle of Wight Pictures
- Isle of Wight Photos
- Old pictures of Newport